# Solanum oppositifolium
Solanum oppositifolium är en potatisväxtart som beskrevs av Hipólito Ruiz López och Pav.. Solanum oppositifolium ingår i släktet skattor som ingår i familjen potatisväxter. Inga underarter finns listade i Catalogue of Life.